# Врахали, Элеана
Элеа́на Враха́ли (греч. Ελεάνα Βραχάλη; род. 28 июня 1978) — греческая поэтесса и композитор.

## Творческая биография
Элеана Врахали родилась в 1978 году. Посещала курсы музыковедения и психологии в колледже Deree. Работала музыкальным редактором на радиостанциях Athena 98.4 FM, Alpha 98,9 и Seven. Впоследствии Элеана Врахали стала автором греческих текстов мюзикла «The Rocky Horror Show», после чего также начала писать музыку, участвовала в создании музыкальных спектаклей «Две сироты» и «Счастливая жизнь Папаяннопулу». Выпустила также книгу под названием «Три точки…», которая включила последние стихи, которые были положены на музыку и исполняются современными греческими певцами.

### Песни на стихи Врахали
Элеана Врахали получила известность благодаря песням, написанным для Михалиса Хадзиянниса. Когда поэтессе было всего 24 года, семь её песен вошли в альбом певца «Κρυφό φιλί» и быстро завоевали популярность. Альбом в целом стал трижды платиновым, получил несколько наград Arion Awards. С тех пор Врахали постоянно успешно сотрудничает с Хадзияннисом.
Среди других известных греческих исполнителей, для которых Элеана Врахали также писала песни, Алкистис Протопсалти, Яннис Плутархос, Пегги Зина, Деспина Олимпиу, Елена Папаризу, Сакис Рувас, Костас Мартакис и другие. Шумный успех имела песня «Aπαγορευμένο» в исполнении Анны Висси, вышедшая как сингл и ставшая дважды платиновой. В 2011 Елеана Врахали написала песню «Watch my dance», с которой Лукас Йоркас представил Грецию на песенном конкурсе Евровидение 2011. 18 декабря 2012 Platinum Records представила новый альбом Элеаны Врахали «Όλα τα Ναι του κόσμου». Альбом состоит из 11 песен и 8 небольших текстов. Автор музыки — молодой композитор Темис Карамуратидис. Все средства от продажи альбома пойдут для поддержки ассоциации «Παιδικά Χωριά SOS Ελλάδος» (рус. SOS Детские деревни Греции), благотворительной и некоммерческой организации, которая оказывает помощь детям, лишенным заботы своих родителей. В записи альбома принимали участие известные исполнители Михалис Хадзияннис, Onirama, Элеонора Зуганели.

## Дискография
- Михалис Хадзияннис: Κρυφό φιλί (20.03.2002) cd
- Михалис Хадзияннис: Μόνος μου (30.06.2003) cd-сингл
- Деспина Олимпиу: Βάλε Μουσική (2.08.2003) cd-сингл
- Исаис Матиампа: Λόγια που δεν ξέχασα (20.01.2003) cd
- Михалис Хадзияннис: Ακατάλληλη Σκηνή (2.04.2004) cd
- Деспина Олимпиу: Έχουμε λόγο (19.07.2004) cd
- Элефтерия Арванитаки: Όλα στο φως (19.07.2004) cd
- Алкистис Протопсалти: Να σε βλέπω να γελάς (24.11.2004) cd
- Костас Македонас: Έτη φωτός (27.04.2005) 2 cd
- Михалис Хадзияннис: Όνειρο ζω (28.05.2005) cd-сингл
- Зои Пападопулу: Κρύσταλλα κόκκινα φιλιά (2.09.2005) cd
- Наташа Феодориду: Ως εκεί που η καρδιά μπορί να αντέξει (19.10.2005) 2 cd
- Димитра Галани / Алкистис Протопсалтом: Live στο Vox (1.12.2005)
- Михалис Хадзияннис: Live (28.2.2006) 2 cd + dvd
- Елена Папаризу Yπάρχει λόγος (12.04.2006) 2 cd
- Элени Пета: Παιδί ακόμα (19.05.2006) cd
- Гликерия: Βροχή των αστεριών (19.07.2006) cd
- Яннис Плутархос: Κρυμμένα μυστικά (15.09.2006) cd
- Елена Папаризу: The Game of Love (23.10.2006) cd
- Пегги Зина: Ένα (9.11.2006) cd
- Костас Мартакис: Πάντα μαζί (11.2006) cd-сингл
- Михалис Хадзияннис: Φίλοι & εχθροί (6.12.2006) cd
- Сакис Рувас: Υπάρχει αγάπη εδώ (7.12.2006) cd
- Елена Папаризу: Μαζί σου (soundtrack) (8.03.2007) cd-сингл
- Афина Руке: Μην πεις αντίο (3.2007) cd
- Альга Венециану: Πες μου να μείνω εδώ (13.04.2007) cd
- Деспина Олимпиу: Μαζί χωριστά (16.05.2007) cd
- Костас Мартакис: Ανατροπή (20.07.2007) cd
- Никос Алиагас & Friends: Rendez-vous (17.10.2007) cd + dvd
- Онар: Τίποτα δεν είναι όπως φαίνεται (12.2007) cd
- Михалис Хадзияннис: Zωντανά στο Λυκαβηττό 2007-08 (7.12.2007) cd
- Пегги Зина: Τρέξε (8.12.2007) cd
- Христос Дантис: Εκτός Τροχιάς (22.8.2008)
- Михалис Хадзияннис: 7 (1.11.2008) cd
- Наташа Феодориду: Best οf / Δίπλα σε σένα (3.12.2008) 2cd + dvd
- Анна Висси: Απαγορευμένο (8.12.2008) cd
- Элени Пета: Στείλε σήμα (19.12.2008) cd
- Пегги Зина: Το πάθος είναι αφορμή (4.05.2009) cd
- Таня Цанаклиду: Προσωπογραφία (10.2009) cd
- Деспина Олимпиу: Μια στιγμή cd
- Елена Папаризу: Γύρω απο τ'όνειρο (28-29.3.2010)
- Михалис Хадзияннис: Το Καλοκαίρι Μου (07.2010) cd-сингл
- Пегги Зина: Ευαίσθητη ή Λογική (12.10.2010). Cd
- Михалис Хадзияннис: Το Καλύτερο Ψέμα cd
- Йоргос Сампанис: Μυστήριο Τρένο cd
- Лукас Йоркас Watch my dance cd-сингл